# 오가미 도모아키
오가미 도모아키(일본어: 大神 友明, 1969년 6월 7일 ~ )는 일본의 전 축구 선수이다.

## 구단 경력
과거 주빌로 이와타, 아비스파 후쿠오카에서 활동하였다.